# 杉兵助
杉兵助（すぎ へいすけ、1916年2月17日 - 1996年6月16日）は、日本のコメディアン。東京浅草出身。法政大学法学部中退。本名は杉野官。

## 人物
フレッド・アステアに憧れてタップダンスを習い、浅草の劇場、映画館や寄席に通いつめる。旅回りのレビュー一座を経て、21歳の時にたまたま訪れた浅草オペラ館で役者が不在で欠員が出来たので穴埋めで出演、浅草デビューを飾った。この頃、陸軍中将:杉山兵助にあやかって、芸名を杉兵助とする。
その後、東京吉本に給料4倍の好条件で引き抜かれ、レビュー団「吉本舞踊団」に参加するも、待遇への不満から脱退。そして浅草の金龍館、静岡の歌舞伎座、大阪の梅田映画劇場や梅田劇場、再び浅草のオペラ館、名古屋の太陽館など全国を転々として、戦時中を過ごす。
戦後は地方などをめぐっていたが関敬六劇団などを経て、1969年から渋谷道頓堀劇場専属コメディアンとなる。
晩年になって「笑っていいとも!」などでテレビ出演するようになる。高齢で、歯もほとんどなかったが入れ歯もせずにしゃべりまくり、明朗闊達に振る舞う姿が視聴者の人気を得た。
1995年末の道頓堀劇場閉館の最終興行では弟子であるコント赤信号と共演している。翌年脳梗塞により死去。満80歳没。

## 弟子
- コント赤信号
- 肥後克広（ダチョウ倶楽部）
- 亀頭白乃介

他

## 出演番組
- 笑っていいとも!（フジテレビジョン、1988年10月 - 1989年9月、毎週月曜日）
「コラナベ!縁側放談」コーナーで渡辺正行と共演。ゲストで登場した若手女性アイドルを相手に天然ボケを連発した。
- 第22回初詣!爆笑ヒットパレード
- 鶴太郎の危険なテレビ（レギュラーとして出演）
- カッ飛び!花マル塾（レギュラー）
- さんまのまんま（関西テレビ/フジネットワーク）
- うるとら7:00(日本テレビ)(「シルバー川柳」コーナー審査員)
- クイズ・ドレミファドン!
- ハートにブルーのワクチン　　(フジテレビ)

## 著書
- 「笑ってくれて、アリガトウ―杉兵助のハチャメチャ人生日記」（1989年、朝文社）